# Commission Barroso I
Pour les articles homonymes, voir Commission Barroso.

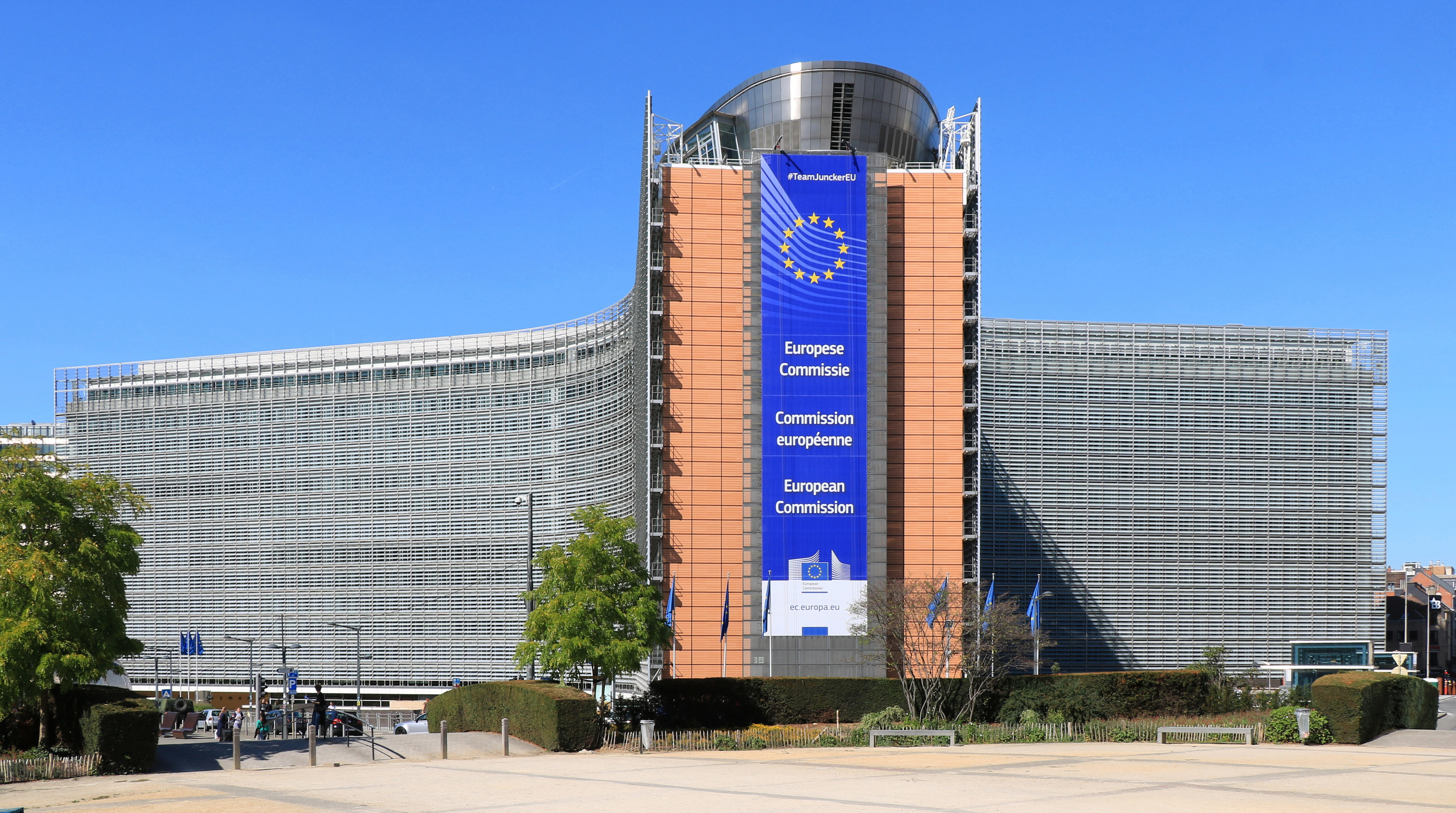
Siège de la Commission européenne à Bruxelles (Bâtiment Berlaymont).

La première commission Barroso est la commission européenne en fonction du 22 novembre 2004 au 31 octobre 2009 sous la présidence du Portugais José Manuel Durão Barroso, du Parti populaire européen. 

## Nomination du Président
Les chefs d'État et de gouvernement ont proposé José Manuel Durão Barroso comme successeur de Romano Prodi à la tête de la Commission européenne (commission Prodi). Barroso a formé une nouvelle commission de 25 membres qui est entrée en fonctions le 22 novembre 2004.

## Les membres de la Commission européenne 2004-2009

### Composition initiale (22 novembre 2004)
| Portefeuilles À défaut, titre au sein de la Commission                             | États membres      | Commissaire | Commissaire               | Parti politique                           |
| ---------------------------------------------------------------------------------- | ------------------ | ----------- | ------------------------- | ----------------------------------------- |
| Président                                                                          | Portugal           |             | José Manuel Durão Barroso | Partido Social Democrata                  |
| Première vice-présidente Relations institutionnelles et Stratégie de communication | Suède              |             | Margot Wallström          | Sveriges socialdemokratiska arbetareparti |
| Vice-président Entreprises et Industrie                                            | Allemagne          |             | Günter Verheugen          | Sozialdemokratische Partei Deutschlands   |
| Vice-président Justice, Liberté et Sécurité                                        | Italie             |             | Franco Frattini           | Forza Italia                              |
| Vice-président Administration, Audit et Lutte antifraude                           | Estonie            |             | Siim Kallas               | Eesti Reformierakond                      |
| Vice-président Transports                                                          | France             |             | Jacques Barrot            | Union pour un mouvement populaire         |
| Société de l’information et Médias                                                 | Luxembourg         |             | Viviane Reding            | Chrëschtlech Sozial Vollekspartei         |
| Environnement                                                                      | Grèce              |             | Stávros Dímas             | Νέα Δημοκρατία                            |
| Affaires économiques et monétaires                                                 | Espagne            |             | Joaquín Almunia           | Partido Socialista Obrero Español         |
| Politique régionale                                                                | Pologne            |             | Danuta Hübner             | Aucun                                     |
| Pêche et Affaires maritimes                                                        | Malte              |             | Joe Borg                  | Partit Nazzjonalista                      |
| Programmation financière et Budget                                                 | Lituanie           |             | Dalia Grybauskaitė        | Aucun                                     |
| Science et Recherche                                                               | Slovénie           |             | Janez Potočnik            | Liberalna demokracija Slovenije           |
| Éducation, Formation, Culture et Multilinguisme                                    | Slovaquie          |             | Ján Figeľ                 | Kresťanskodemokratické hnutie             |
| Santé et Protection des consommateurs                                              | Chypre             |             | Márkos Kyprianoú          | Δημοκρατικό Κόμμα                         |
| Élargissement                                                                      | Finlande           |             | Olli Rehn                 | Suomen Keskusta                           |
| Développement et Aide humanitaire                                                  | Belgique           |             | Louis Michel              | Mouvement réformateur                     |
| Fiscalité et Union douanière                                                       | Hongrie            |             | László Kovács             | Magyar Szocialista Párt                   |
| Concurrence                                                                        | Pays-Bas           |             | Neelie Kroes              | Volkspartij voor Vrijheid en Democratie   |
| Agriculture et Développement rural                                                 | Danemark           |             | Mariann Fischer Boel      | Venstre                                   |
| Relations extérieures et Politique européenne de voisinage                         | Autriche           |             | Benita Ferrero-Waldner    | Österreichische Volkspartei               |
| Marché intérieur et Services                                                       | Irlande            |             | Charlie McCreevy          | Fianna Fáil                               |
| Emploi, Affaires sociales et Égalité des chances                                   | République tchèque |             | Vladimír Špidla           | Česká strana sociálně demokratická        |
| Commerce                                                                           | Royaume-Uni        |             | Peter Mandelson           | Labour Party                              |
| Énergie                                                                            | Lettonie           |             | Andris Piebalgs           | Latvijas Ceļš                             |

### Remaniement du1erjuillet 2007
| Portefeuilles À défaut, titre au sein de la Commission                             | États membres      |                               | Commissaire                      | Parti politique                            |
| ---------------------------------------------------------------------------------- | ------------------ | ----------------------------- | -------------------------------- | ------------------------------------------ |
| Président                                                                          | Portugal           |                               | José Manuel Durão Barroso        | Partido Social Democrata                   |
| Première vice-présidente Relations institutionnelles et Stratégie de communication | Suède              |                               | Margot Wallström                 | Sveriges socialdemokratiska arbetareparti  |
| Vice-président Entreprises et Industrie                                            | Allemagne          |                               | Günter Verheugen                 | Sozialdemokratische Partei Deutschlands    |
| Vice-président Justice, Liberté et Sécurité                                        | Italie             |                               | Franco Frattini                  | Forza Italia                               |
| Vice-président Justice, Liberté et Sécurité                                        | France             |                               | Jacques Barrot (23/04/2008)      | Union pour un mouvement populaire          |
| Vice-président Administration, Audit et Lutte antifraude                           | Estonie            |                               | Siim Kallas                      | Eesti Reformierakond                       |
| Vice-président Transports                                                          | France             |                               | Jacques Barrot                   | Union pour un mouvement populaire          |
| Vice-président Transports                                                          | Italie             |                               | Antonio Tajani (08/05/2008)      | Il Popolo della Libertà                    |
| Société de l’information et Médias                                                 | Luxembourg         |                               | Viviane Reding                   | Chrëschtlech Sozial Vollekspartei          |
| Environnement                                                                      | Grèce              |                               | Stávros Dímas                    | Νέα Δημοκρατία                             |
| Affaires économiques et monétaires                                                 | Espagne            |                               | Joaquín Almunia                  | Partido Socialista Obrero Español          |
| Politique régionale                                                                | Pologne            |                               | Danuta Hübner                    | Aucun                                      |
| Politique régionale                                                                | Pologne            |                               | Paweł Samecki (04/07/2009)       | Aucun                                      |
| Pêche et Affaires maritimes                                                        | Malte              |                               | Joe Borg                         | Partit Nazzjonalista                       |
| Programmation financière et Budget                                                 | Lituanie           |                               | Dalia Grybauskaitė               | Aucun                                      |
| Programmation financière et Budget                                                 | Lituanie           |                               | Algirdas Šemeta (01/07/2009)     | Aucun                                      |
| Science et Recherche                                                               | Slovénie           |                               | Janez Potočnik                   | Liberalna demokracija Slovenije            |
| Éducation, Formation et Culture                                                    | Slovaquie          |                               | Ján Figeľ                        | Kresťanskodemokratické hnutie              |
| Éducation, Formation et Culture                                                    | Slovaquie          |                               | Maroš Šefčovič (01/10/2009)      | Aucun                                      |
| Santé                                                                              | Chypre             |                               | Márkos Kyprianoú                 | Δημοκρατικό Κόμμα                          |
| Santé                                                                              | Chypre             |                               | Androulla Vassiliou (09/04/2008) | Ενωμένοι Δημοκράτες                        |
| Élargissement                                                                      | Finlande           |                               | Olli Rehn                        | Suomen Keskusta                            |
| Développement et Aide humanitaire                                                  | Belgique           |                               | Louis Michel                     | Mouvement réformateur                      |
| Développement et Aide humanitaire                                                  | Belgique           |                               | Karel De Gucht (17/07/2009)      | Open Vlaamse Liberalen en Democraten       |
| Fiscalité et Union douanière                                                       | Hongrie            |                               | László Kovács                    | Magyar Szocialista Párt                    |
| Concurrence                                                                        | Pays-Bas           |                               | Neelie Kroes                     | Volkspartij voor Vrijheid en Democratie    |
| Agriculture et Développement rural                                                 | Danemark           |                               | Mariann Fischer Boel             | Venstre                                    |
| Relations extérieures et Politique européenne de voisinage                         | Autriche           |                               | Benita Ferrero-Waldner           | Österreichische Volkspartei                |
| Marché intérieur et Services                                                       | Irlande            |                               | Charlie McCreevy                 | Fianna Fáil                                |
| Emploi, Affaires sociales et Égalité des chances                                   | République tchèque |                               | Vladimír Špidla                  | Česká strana sociálně demokratická         |
| Commerce                                                                           | Royaume-Uni        |                               | Peter Mandelson                  | Labour Party                               |
| Commerce                                                                           | Royaume-Uni        | Catherine Ashton (03/10/2008) |                                  | Labour Party                               |
| Énergie                                                                            | Lettonie           |                               | Andris Piebalgs                  | Latvijas Ceļš                              |
| Protection des consommateurs                                                       | Bulgarie           |                               | Meglena Kouneva                  | Национално движение за стабилност и възход |
| Multilinguisme                                                                     | Roumanie           |                               | Leonard Orban                    | Partidul Național Liberal                  |

### Les remaniements
Le 1er janvier 2007, la Bulgare Meglena Kouneva devient commissaire à la Protection des consommateurs, tandis que le Roumain Leonard Orban devient commissaire au Multilinguisme.
Le 3 mars 2008, Márkos Kyprianoú est nommé ministre des Affaires étrangères de Chypre. Il est remplacé par Androulla Vassiliou le 9 avril.
Le 23 avril 2008, Franco Frattini redevient ministre des Affaires étrangères d'Italie. Son portefeuille est confié par intérim à Jacques Barrot, puis de manière définitive après la nomination du nouveau commissaire italien, Antonio Tajani, qui devient alors commissaire aux Transports, le 8 mai.
Le 3 octobre 2008, Peter Mandelson est nommé ministre des Affaires, des Entreprises et de la Réforme réglementaire du Royaume-Uni. Son portefeuille revient à Catherine Ashton.
Le 7 juin 2009, Danuta Hübner et Louis Michel sont élus au Parlement européen. Ils sont respectivement remplacés par Paweł Samecki le 4 juillet, et Karel De Gucht le 17 juillet.
Le 1er juillet 2009, Dalia Grybauskaitė prend ses fonctions de présidente de Lituanie. Elle est remplacée par Algirdas Šemeta.
Le 1er octobre 2009, Ján Figeľ est élu président du Mouvement chrétien-démocrate (KDH). Il est remplacé par Maroš Šefčovič.

### Composition politique
La couleur des cases indique la tendance politique des commissaires européens selon la répartition suivante :
| Affiliation | Affiliation                                             | Nombre de commissaires |
| ----------- | ------------------------------------------------------- | ---------------------- |
|             | Parti populaire européen                                | 7                      |
|             | Parti européen des libéraux, démocrates et réformateurs | 11                     |
|             | Parti socialiste européen                               | 6                      |
|             | Indépendants                                            | 3                      |

## La formation du collège et l'affaire Buttiglione
Initialement, cette nouvelle commission aurait dû entrer en fonction le 1er novembre 2004. Devant le risque de se voir refuser la confiance par le Parlement, le président désigné a préféré retarder la présentation du Collège. Une nouvelle liste a été présentée au Conseil européen le 4 novembre 2004, après la démission de Rocco Buttiglione.

### Des commissaires contestés

#### Rocco Buttiglione
La nomination de Buttiglione répondait largement à des impératifs de politique intérieure italienne. En effet, aux prises avec une crise au sein de sa majorité, Silvio Berlusconi répondait aux appétits des démocrates-chrétiens, alliés à la droite, de l'UDC en nommant l'un des leurs à Bruxelles. La mise à l'écart du commissaire à la concurrence sortant, Mario Monti, qui en résultait fut très mal ressentie. D'une part, parce que sa reconduction aurait probablement garanti à l'Italie de conserver le portefeuille prestigieux de la Concurrence ou d'obtenir celui non moins recherché du Commerce. D'autre part, parce que Mario Monti était très apprécié et ses qualités reconnues.
La crise s'est envenimée lorsque José Manuel Durão Barroso a attribué le portefeuille de la Justice et des affaires intérieures à l'italien. En effet, la majorité au pouvoir en Italie s'est montré très réticente à mettre en place le mandat d'arrêt européen. Qui plus est, pour de nombreux députés, un ministre de Berlusconi pour la Justice apparaissait comme un mauvais symbole vu les problèmes juridiques du chef du gouvernement italien. Enfin, proche du pape et philosophe catholique, certains doutaient de ses capacités ou de sa volonté à combattre les discriminations, notamment celle qui visent les homosexuels.
Son audition par la Commission (du Parlement européen) des libertés publiques, de la justice et des affaires intérieures a conforté ses opposants dans leurs positions et suscité au-delà des interrogations voire de la réprobation. Ses paroles exactes sont les suivantes, prononcées en anglais devant cette commission le 5 octobre 2004.
«I may think homosexuality is a sin and this has no effect on politics unless I say homosexuality is a crime.[...] Nobody can be discriminated on the basis of sexual orientation or gender orientation. This stands in the Charter of Human Rights, this stands the constitution and I have pledged to defend this constitution».
« Je peux bien penser que l'homosexualité est un péché et cela n'a aucun effet sur la politique à moins que je ne considère cela comme une infraction pénale.[...] Personne ne doit être discriminé sur la base de son orientation sexuelle ou son identité de genre. C'est stipulé dans la Charte des Droits fondamentaux, c'est stipulé dans la Constitution et je me suis engagé à défendre cette constitution ».
«The family exists in order to allow women to have children and to have the protection of a male who takes care of them. This is the traditional vision of marriage that I defend».
« La famille existe afin de permettre aux femmes d'avoir des enfants et d'avoir la protection d'un homme qui prend soin d'elles. C'est la vision traditionnelle du mariage que je défends ».
Le terme anglais male (homme, de sexe masculin) a donné lieu a des traductions impropres par « mâle » en français renforçant le caractère machiste du propos.
L'engagement à défendre le principe de non-discrimination n'a pas suffi à convaincre les députés. Les opinions personnelles du commissaire désigné ont été exprimées il est vrai en terme assez directs. Pour la première fois depuis la création de la procédure des auditions préalables, une commission a émis un avis défavorable : à une majorité de 27 contre 26, la commission des libertés a désapprouvé la nomination de Rocco Buttiglione.
Il a été remplacé par Franco Frattini, Ministre des Affaires étrangères du Gouvernement de Silvio Berlusconi.

#### László Kovács
Sa nomination prévue au poste de commissaire européen à l'énergie fut critiquée par les députés européens qui lui reprochèrent son manque de compétences en la matière. Le président de la commission José Manuel Durão Barroso lui a finalement confié le poste de la fiscalité et de l'union douanière.

#### Neelie Kroes
Sa nomination dans l'équipe de José Manuel Durão Barroso fut critiquée par le Parlement européen en raison de nombreux conflits d'intérêts potentiels : elle a détenu un mandat d'administrateur dans 43 grandes entreprises (Thales, Volvo, Lucent Technologies, etc.) et siégé au board de 12 entreprises européennes. Pour cette raison, il est prévu que Neelie Kroes soit dessaisie d'un dossier dès qu'il fait intervenir une entreprise pour laquelle elle a travaillé.

### La sortie de crise
Le 18 novembre 2004, le Parlement européen a approuvé la commission en tant que collège après les changements effectués. La majorité de 449 voix (contre 149 et 82 abstentions) est constituée par les deux grands groupes du Parlement européen, le groupe PPE-ED (groupe du Parti populaire européen et des démocrates européens) de droite et de centre-droit, et le groupe PSE (Parti socialiste européen, à l'exception notable des socialistes français) de gauche et de centre gauche. À ces deux groupes s'ajoutent le groupe centriste des libéraux et démocrates (ELDR) ainsi que le groupe de l'Union pour l'Europe des nations. L'opposition est constituée des Verts, de la Gauche unitaire européenne/Gauche verte nordique, des eurosceptiques d'Indépendance/Démocratie et les non-inscrits parmi lesquels les membres du Front national.

### En 2006, le cas deVarujan Vosganian
Le 1er janvier 2007, la Roumanie et la Bulgarie ont intégré l'Union européenne et donc ont désigné chacune un commissaire. Si la candidature de Meglena Kouneva, Ministre de l'Intégration européenne bulgare depuis 2002 (reconduite en 2005) a fait l'unanimité, celle du sénateur libéral roumain Varujan Vosganian a été contestée par le Parlement européen et fraîchement accueillie par la Commission. Ces réserves ont été suscitées du fait de son «profil européen» incertain, de son passé trouble (il aurait été informateur de la Securitate) et de ses liens supposés avec un groupuscule d'extrême-droite ultra-orthodoxe.

#### La résolution du conflit et le  satisfecit du Parlement
Le 28 octobre 2006, le Gouvernement de centre-droit dirigé par Călin Popescu-Tăriceanu a retiré la candidature du sénateur Vosganian et a proposé celle du secrétaire d'État à l'Intégration européenne et ancien négociateur en chef de l'adhésion de la Roumanie à l'Union européenne, Leonard Orban.
Le 29 novembre 2006, les commissions compétentes du Parlement européen ont largement approuvé les nominations de ces deux commissaires. Selon les commissions, «Mme Kouneva répond pleinement aux exigences personnelles d'intégrité, d'indépendance et de compétence et possède l'expérience professionnelle requise. Tout au long de son audition, elle a fait preuve d'un engagement fort en faveur de la protection des consommateurs au nom des citoyens de l'UE, d'un haut niveau de compétence sur les questions techniques et d'une volonté politique de concrétiser et de diffuser les avantages qu'offre une politique communautaire des consommateurs. M. Orban quant à lui a fait preuve de hautes qualifications politiques, d'une grande aptitude, d'une grande capacité et d'une grande ambition à apprendre et à acquérir des connaissances spécialisées concernant son mandat. Il paraît particulièrement qualifié pour gérer, de façon professionnelle, un portefeuille à ce point difficile que celui du multilinguisme».
La Conférence des Présidents a fixé au 12 décembre la date de la confirmation des commissaires en séance plénière. Elle a également appelé le Président de la Commission, José Manuel Barroso, à clarifier les compétences de M.Orban, notamment sur le dialogue interculturel et la protection des minorités linguistiques, et à lever le flou sur la division du travail entre ce dernier et Ján Figeľ, dont il reprend une partie des compétences.

### En 2008, le commissaire italien
Franco Frattini s'étant mis en congé dès début mars pour participer aux élections générales italiennes de 2008, le président lui retire fin avril sa délégation aux libertés et à justice et la confie en intérim à Jacques Barrot. Élu le 14 avril 2008 sur les listes du Peuple de la liberté, Frattini ne démissionne pas tout de suite, comme il devrait statutairement, afin d'éviter que Romano Prodi ne nomme un successeur. Son successeur est désigné par le tout premier Conseil des ministres du gouvernement Berlusconi IV en la personne d'Antonio Tajani qui récupère ainsi la délégation aux transports.

## Compléments